# Antipodochlora
Antipodochlora là một chi chuồn chuồn ngô thuộc họ Corduliidae.

## Các loài
- Antipodochlora braueri